# Elisabeth Therese von Lothringen

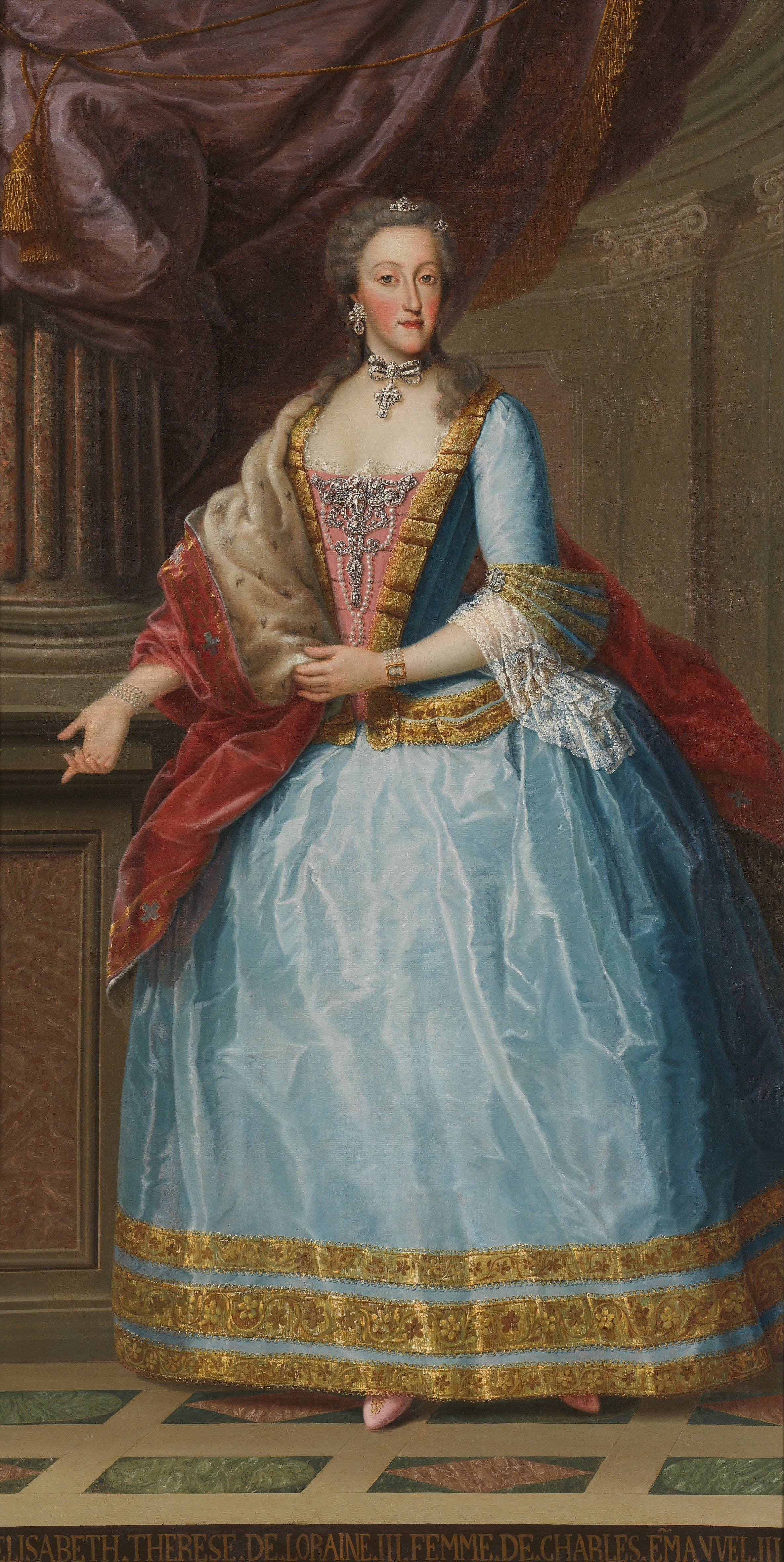
Elisabeth Therese

Elisabeth Therese von Lothringen (* 15. Oktober 1711 in Lunéville; † 3. Juli 1741 in Turin) war durch Heirat Königin von Sardinien.

## Leben
Sie wurde als elftes von insgesamt vierzehn Kindern des Herzogs Leopold von Lothringen und seiner Gemahlin Elisabeth Charlotte von Orléans geboren. Bis zu ihrer Geburt waren bereits acht der zehn Geschwister verstorben; so wuchs sie mit drei Brüdern und nur einer jüngeren Schwester auf. Einer ihrer älteren Brüder war Kaiser Franz I. Stephan (er wurde jedoch erst vier Jahre nach ihrem Tod zum Kaiser gewählt), sie war somit eine Schwägerin von Maria Theresia von Österreich.
Am 1. April 1737 wurde sie mit König Karl Emanuel III. von Sardinien vermählt, der bereits zweifacher Witwer und Vater von vier Kindern war.
Das Paar hatte gemeinsam folgende drei Kinder:
- Carlo Francesco (* 1. Dezember 1738; † 25. März 1745), Herzog von Aosta
- Maria Vittoria (* 22. Juni 1740; † 14. Juli 1742), Prinzessin von Savoyen
- Benedetto Maurizio (* 21. Juni 1741; † 4. Januar 1808), Herzog von Chablais[2]

Königin Elisabeth Therese starb 1741 im Alter von erst 29 Jahren kurz nach der Geburt ihres jüngsten Sohnes. Sie wurde zuerst in der Turiner Kathedrale S. Giovanni Battista bestattet und im Jahre 1786 in die Basilika di Superga überführt.